# خواجه منجیکو
خواجه منجیکو روستایی در دهستان بندان بخش مرکزی شهرستان نهبندان استان خراسان جنوبی ایران است. بر پایه سرشماری عمومی نفوس و مسکن در سال ۱۳۹۰ جمعیت این روستا ۱۳۸ نفر (در ۳۰ خانوار) بوده‌است.